# Nomada moeschleri
Nomada moeschleri (Möschlers Wespenbiene) ist eine Biene aus der Familie der Apidae.

## Merkmale
Die Bienen haben eine Körperlänge von 8 bis 11 Millimeter. Der Kopf und Thorax der Weibchen ist schwarz und hat eine rote Zeichnung. Die Tergite sind basal mehr oder weniger schwarz und ansonsten rot. Auf dem zweiten bis fünften Tergit befinden sich zudem häufig gelbe Flecken. Die Mandibeln haben ein zusätzliches Zähnchen. Das dritte Fühlerglied ist kürzer als das vierte. Die Schienen (Tibien) der Hinterbeine sind am Ende stumpf, haben ein Borstenhaar und einen gut sichtbaren, dicken, dunklen, kleinen Dorn. Die Männchen sind den Weibchen ähnlich, haben aber eine gelbe Zeichnung am Kopf und weniger Rotanteile in ihrer Zeichnung am Thorax.

## Vorkommen und Lebensweise
Die Art ist von den Alpen bis nach Nordeuropa verbreitet. Die Tiere fliegen von Ende Mai bis Anfang Juli. Sie parasitieren vermutlich Andrena haemorrhoa.

## Erstbeschreibung
Das Taxon wurde im Jahr 1913 durch den deutschen Entomologen und Bienenforscher Johann Dietrich Alfken (1842–1945) als Nomada bifida var. möschleri (Alfken 1913: 147) zu Ehren des an der Universität Königsberg und später an der Vogelwarte Rossitten wirkenden Präparators Albert Möschler (1864–1945), der sich um die Erforschung der Insektenfauna der Kurischen Nehrung verdient machte, benannt.